# NGC 2490
NGC 2490 is een compact sterrenstelsel in het sterrenbeeld Tweelingen. Het hemelobject werd op 14 februari 1857 ontdekt door de Ierse astronoom William Parsons.

## Synoniemen
- MCG 5-19-27
- ZWG 148.78
- PGC 22382